# Geschichtsmythos
Ein Geschichtsmythos ist eine mythische Erzählung einer Herkunftsgemeinschaft, die meist rückwärtsgewandt, manchmal aber auch utopisch versucht, für einen Personenkreis oder einen sprachlichen oder geographischen Raum Sinn und Identität zu stiften.
Fast immer sind Geschichtsmythen politisch instrumentalisiert und bilden so einen Typus des politischen Mythos. Sie stellen damit den Kohäsionskern von Nationen, so z. B. die nationalen Herkunftssagen der Völker, so dass einige Autoren davon sprechen, dass es keine Nation ohne mythisches Fundament gebe („Massensymbol“). Elias Canetti spricht zum Beispiel vom „Kernmythos“.